# Giaura obalauae
Giaura obalauae är en fjärilsart som beskrevs av George Thomas Bethune-Baker 1927. Giaura obalauae ingår i släktet Giaura och familjen trågspinnare. Inga underarter finns listade i Catalogue of Life.